# Xian de Ye
Pour les articles homonymes, voir YE.
Le xian de Ye (叶县 ; pinyin : Yè Xiàn) est un district administratif de la province du Henan en Chine. Il est placé sous la juridiction de la ville-préfecture de Pingdingshan.

## Démographie
La population du district était de 842 147 habitants en 1999.